# سلوی
شهر سلوی (به عربی: سلوی) در استان حولی در کشور کویت واقع شده‌است. جمعیت این شهر ۶۴٫۰۷۵ نفر است.
این شهر دارای مرز مشترک با رومیتیا، بایان، میشرف، مسیلا و خلیج‌فارس می باشد. سلوی یکی از معدود ترین شهرهای کویت است که در آنجا ساختمان های ۲ الی ۳ طبقه قرار دارد.